# Polisen i Storbritannien
Polisen i Storbritannien utgörs av ett antal självständiga polismyndigheter. Den brittiska polisen kan delas in i tre grupper: Regionala myndigheter, nationella myndigheter och lokala specialiserade kårer. De flesta är regionala och har ett eller flera grevskap som ansvarsområde. Därtill kommer kronbesittningarnas och Storbritanniens utomeuropeiska territoriers polismyndigheter samt militärpolisen.

## Regionala polismyndigheter
De regionala polismyndigheterna täcker ett eller flera grevskap (England) eller kommuner (Wales). Skottland täcks av Police Scotland och Nordirland täcks av Police Service of Northern Ireland. Alla polismyndigheter är oberoende och alla beslut fattas på polismyndighetschefens ansvar. 

### England och Wales
Varje polismyndighet övervakas av en likaledes oberoende polisstyrelse, Police Authority, med regionala representanter, vanligen tre domare, nio kommunalråd och fem oberoende ledamöter. Tillsynsmyndighet är polisinspektionen His Majesty's Inspectorate of Constabulary. Anmälningar och besvär mot polisen utreds av en oberoende besvärsmyndighet, Independent Police Complaints Commission.

#### England
| 1. Avon and Somerset Constabulary 2. Bedfordshire Police 3. Cambridgeshire Constabulary 4. Cheshire Constabulary 5. City of London Police (syns inte på kartan) 6. Cleveland Police 7. Cumbria Constabulary 8. Derbyshire Constabulary 9. Devon and Cornwall Police 10. Dorset Police 11. Durham Constabulary 12. Essex Police 13. Gloucestershire Constabulary 14. Greater Manchester Police 15. Hampshire Constabulary 16. Hertfordshire Constabulary 17. Humberside Police 18. Kent Police 19. Lancashire Constabulary 20. Leicestershire Constabulary | 1. Lincolnshire Police 2. Merseyside Police 3. Metropolitan Police 4. Norfolk Constabulary 5. Northamptonshire Police 6. Northumbria Police 7. North Yorkshire Police 8. Nottinghamshire Police 9. South Yorkshire Police 10. Staffordshire Police 11. Suffolk Constabulary 12. Surrey Police 13. Sussex Police 14. Thames Valley Police 15. Warwickshire Police 16. West Mercia Police 17. West Midlands Police 18. West Yorkshire Police 19. Wiltshire Police |  |

Polispersonal i England 2010:
- Poliser: 136 365
- Närpoliser (Police Community Support Officers): 16 200
- Civilanställda: 75 408

#### Wales
| 1. Dyfed-Powys Police (Heddlu Dyfed Powys) 2. Gwent Police (Heddlu Gwent) 3. North Wales Police (Heddlu Gogledd Cymru) 4. South Wales Police (Heddlu De Cymru) |

Polispersonal i Wales 2010:
- Poliser: 7,369
- Närpoliser (Police Community Support Officers): 718
- Civilanställda: 4,188

#### Övergripande samarbetsorgan i England och Wales
Ett antal övergripande polisiära samarbetsorgan har bildats genom överenskommelser mellan polismyndighetscheferna. Dessa organ är inte egna myndigheter, utan består av poliser och civilanställda kommenderade från de regionala polismyndigheterna. De ansvarar främst för understöd och underrättelsesamordning.
- Association of Chief Police Officers Vehicle Crime Intelligence Service (fordonsbrott)
- National Ballistics Intelligence Service (vapenbrott)
- National Counter Terrorism Security Office (antiterrorism)
- National Domestic Extremism Team (inhemsk extremism)
- National Extremism Tactical Co-ordination Unit (insatser mot extremism)
- National Public Order Intelligence Unit (kravaller)
- National Wildlife Crime Unit (jaktbrott)

### Skottland
Sedan 2013 är en enda polismyndighet Police Scotland (Poileas Alba på skotsk gaeliska) ansvarig för hela landet. Tillsynsmyndighet är den skotska polisinspektionen His Majesty's Inspectorate of Constabulary for Scotland. Anmälningar och besvär mot polisen utreds av en oberoende besvärsmyndighet, Police Complaints Commissioner for Scotland.
Polisen i Skottland 2009:
- Poliser: 17 278
- Reservpoliser: 1 186 (2005)
- Civilanställda: 7 207 (2005)

### Nordirland
Nordirland har en regional polismyndighet: Police Service of Northern Ireland. Denna övervakas av Northern Ireland Policing Board vilken består av ledamöter från Northern Ireland Assembly och oberoende ledamöter. Viss tillsyn utövas av polisinspektionen His Majesty's Inspectorate of Constabulary. Anmälningar och besvär mot polisen utreds av en oberoende besvärsmyndighet, Police Ombudsman for Northern Ireland.

Polisen i Nordirland 2007:
- Poliser: 7 216
- Heltidstjänstgörande reservpoliser: 335
- Deltidsanställda poliser: 684
- Civilanställda: 2 265

## Nationella polismyndigheter
De nationella polismyndigheterna, sedan 2005 också kända under namnet specialmyndigheterna, agerar inom ett område där de har specialkompetens.
1. British Transport Police(en) (inte verksam på Nordirland). Transportpolisen hade 2006 2 677 poliser, 335 närpoliser (PCSO) och 1 297 civilanställda.[3]
2. Civil Nuclear Constabulary (inte verksam på Nordirland). Kärnkraftspolisen hade 2007 758 poliser och 96 civilanställda.[5]
3. Ministry of Defence Police(en). Försvarsministeriets civila polis hade 2006 3 489 poliser och 530 civilanställda.[6]
4. Scottish Crime and Drug Enforcement Agency(en). Den skotska centrala kriminalpolisen (SCDEA) är endast verksam i Skottland och är till skillnad från övriga specialmyndigheter underkastad skotsk lagstiftning och tillsyn genom en polisstyrelse (Police Authority).[7] SCDEA hade 2007 197 poliser kommenderade från de regionala skotska polismyndigheterna, samt 77 civilanställda.
5. National Crime Agency(en) (NCA) som bildades i oktober 2013, tidigare Serious Organised Crime Agency(en) (SOCA).[8]

## Lokala specialiserade poliskårer
De lokala specialiserade poliskårerna har för det mesta uppkommit genom att lokala ordningsorgan vid någon tidpunkt erhållit full eller delvis polismyndighet. Sådana styrkor finns till exempel i trädgårdar och parker.

### Hamnpolis

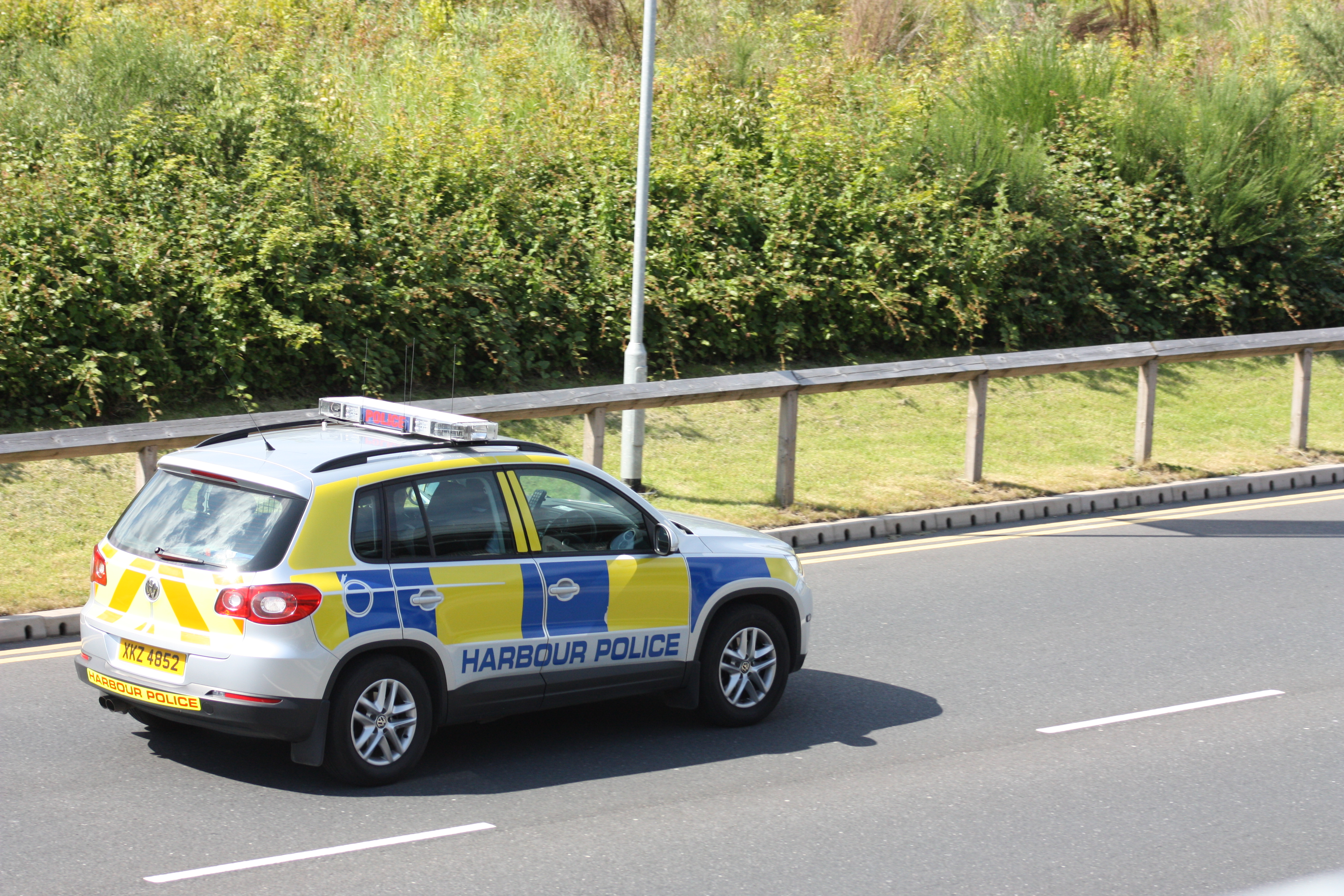
Polisbil från hamnpolisen i Belfast.

#### Hamnpolis upprättad med stöd av 1847 års hamnlag
Hamnpoliser enligt denna lag har rättslig ställning som reservpoliser, dvs. fulla polisbefogenheter på mark och vatten ägd av den hamnmyndighet eller hamnföretag som anställer dem och inom 1 engelsk mil därifrån. Det finns 224 hamnpoliser med rättslig ställning enligt denna lag. Grova brott och allvarliga incidenter faller i allmänhet under den regionala polismyndighetens ansvarsområde. 
- Hamnpolisen i Belfast ansvarar också för stadens kommunala flygplats.
- Hamnpolisen i Larne.
- Hamnpolisen i Bristol
- Hamnpolisen i Felixstowe, Suffolk.
- Hamnpolisen i Isle of Portland.
- Hamnpolisen i Falmouth, Cornwall.
- Hamnpolisen i Dover.

#### Övrig hamnpolis
Polisen i några hamnar har sin rättsliga ställning reglerad genom speciallagstiftning för varje hamn.
- Hamnpolisen i Liverpool.
- Hamnpolisen i Tilbury, Essex.
- Hamnpolisen i Tees och Hartlepool.

### Parker, trädgårdar och skogar vilka inte är kommunala
- Epping Forest Keepers, Epping Forest.
- Kew Constabulary, Kew Gardens.
- Royal Parks Constabulary vilka tidigare bevakade de kungliga parkerna har upphört med sin verksamhet i England och ansvaret har övertagits av Metropoitan Police. Kåren finns kvar men med begränsade uppgifter i Holyrood Park, Edinburgh.

### Kommunala parker och friluftsområden i Storlondon

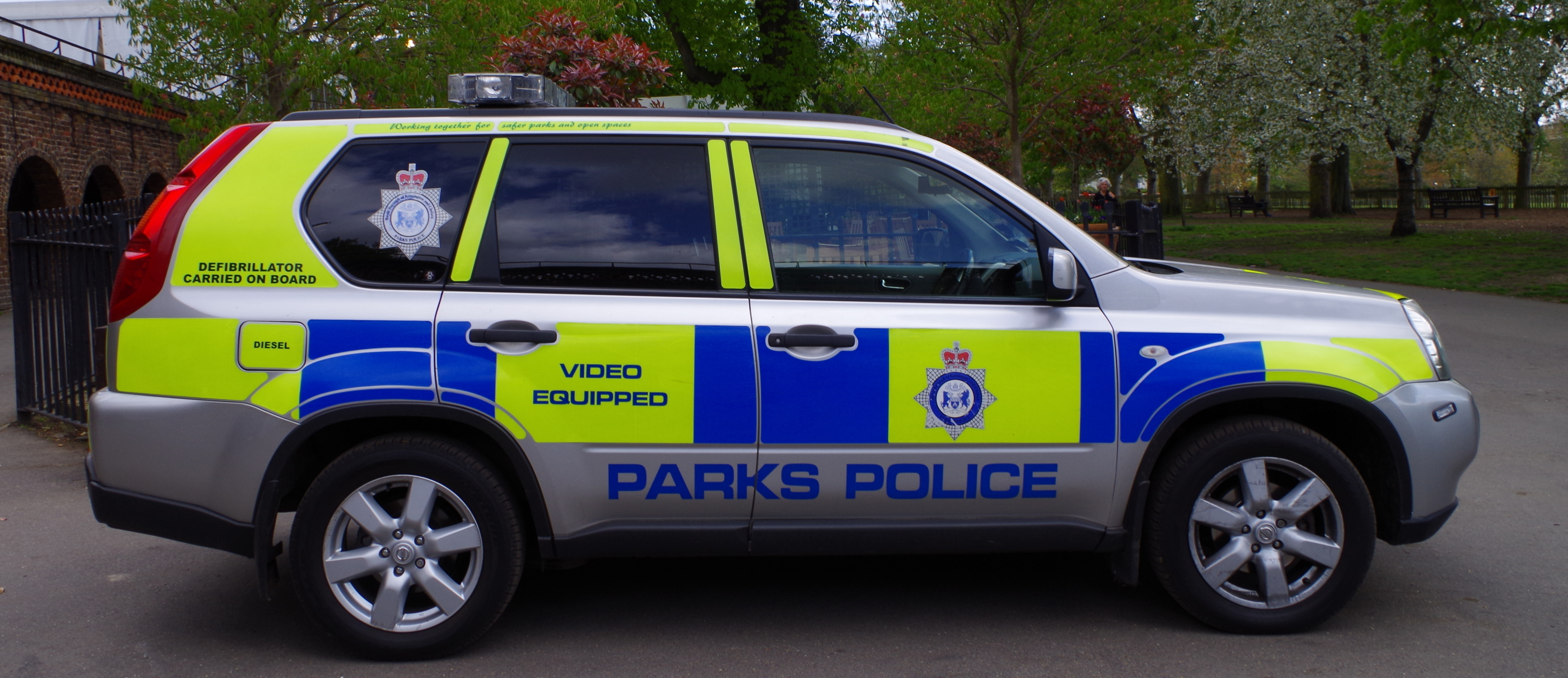
Polisbil från Royal Borough of Kensington and Chelsea Parks Police.

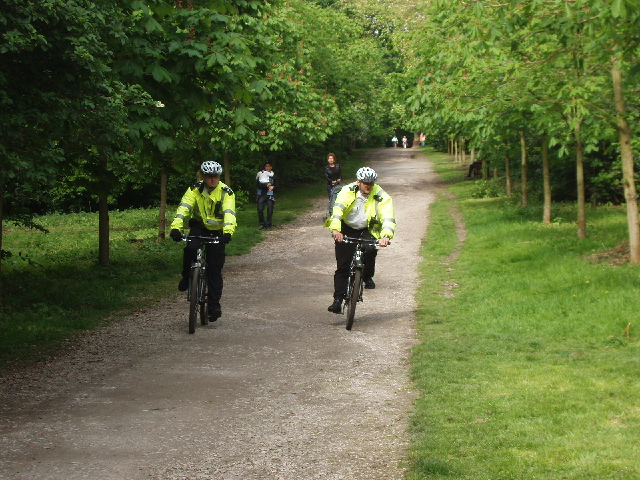
Cyklande poliser från Royal Borough of Kensington and Chelsea Parks Police.

Dessa poliskårer ansvarar för efterlevnaden av de lokala ordningsstadgor som respektive kommun antagit för dessa parker och friluftsområden. 
- Hammersmith and Fulham Parks Constabulary
- Hampstead Heath Constabulary
- Hillingdon Parks Patrol Service
- Redbridge Parks Police
- Royal Borough of Kensington and Chelsea Parks Police
- Wandsworth Parks Police

### Saluhallar
- Birmingham Market Police, Birmingham.
- Billingsgate Market Constabulary, City of London.
- New Spitalfields Market Constabulary, City of London.
- Smithfield Market Constabulary, City of London.

### Övriga

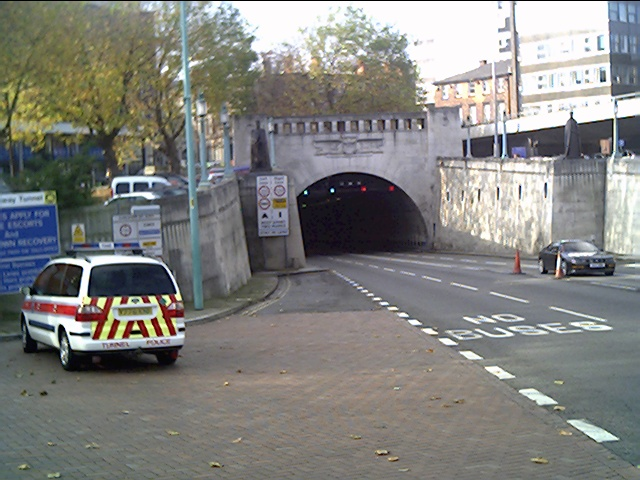
Infarten till Mersey Tunnel med en polisbil från tunnelpolisen till vänster.

- Belfast International Airport Constabulary - för stadens internationella flygplats.
- Cambridge University Constabulary - har befogenheter inom universitsområdet och i en 4 engelska mils omkrets därifrån.
- Mersey Tunnels Police – har befogenhet i och runt järnvägstunneln och vägtunnlarna vid Merseyside.
- Canterbury Cathedral Close Constables - domkyrkan i Canterbury.
- Chester Cathedral Constables - domkyrkan i Chester.
- Hereford Cathedral Close Constable - domkyrkan i Hereford.
- Liverpool Cathedral Constables - domkyrkan i Liverpool.
- York Minster Police - domkyrkan i York.

## Kronbesittningarnas polismyndigheter

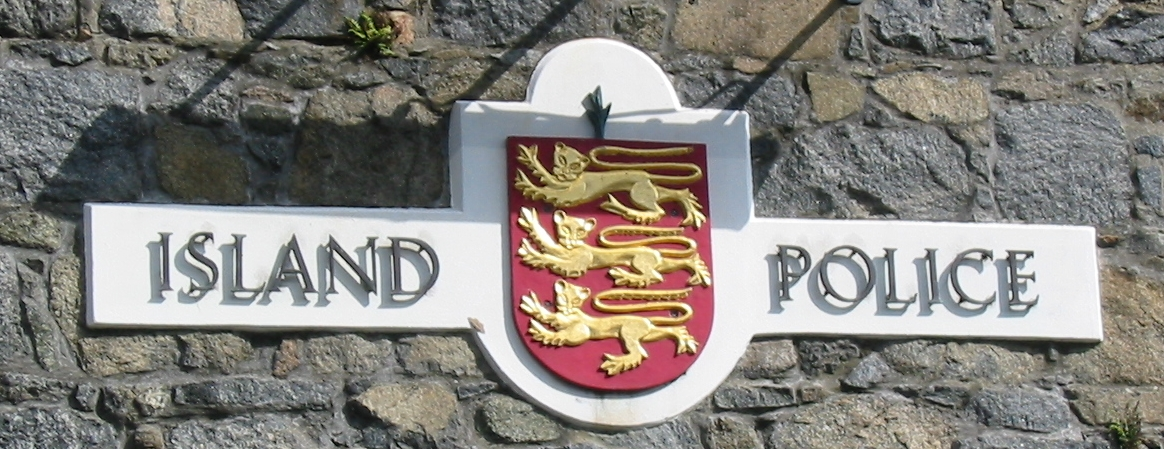
Polisen i Guernsey

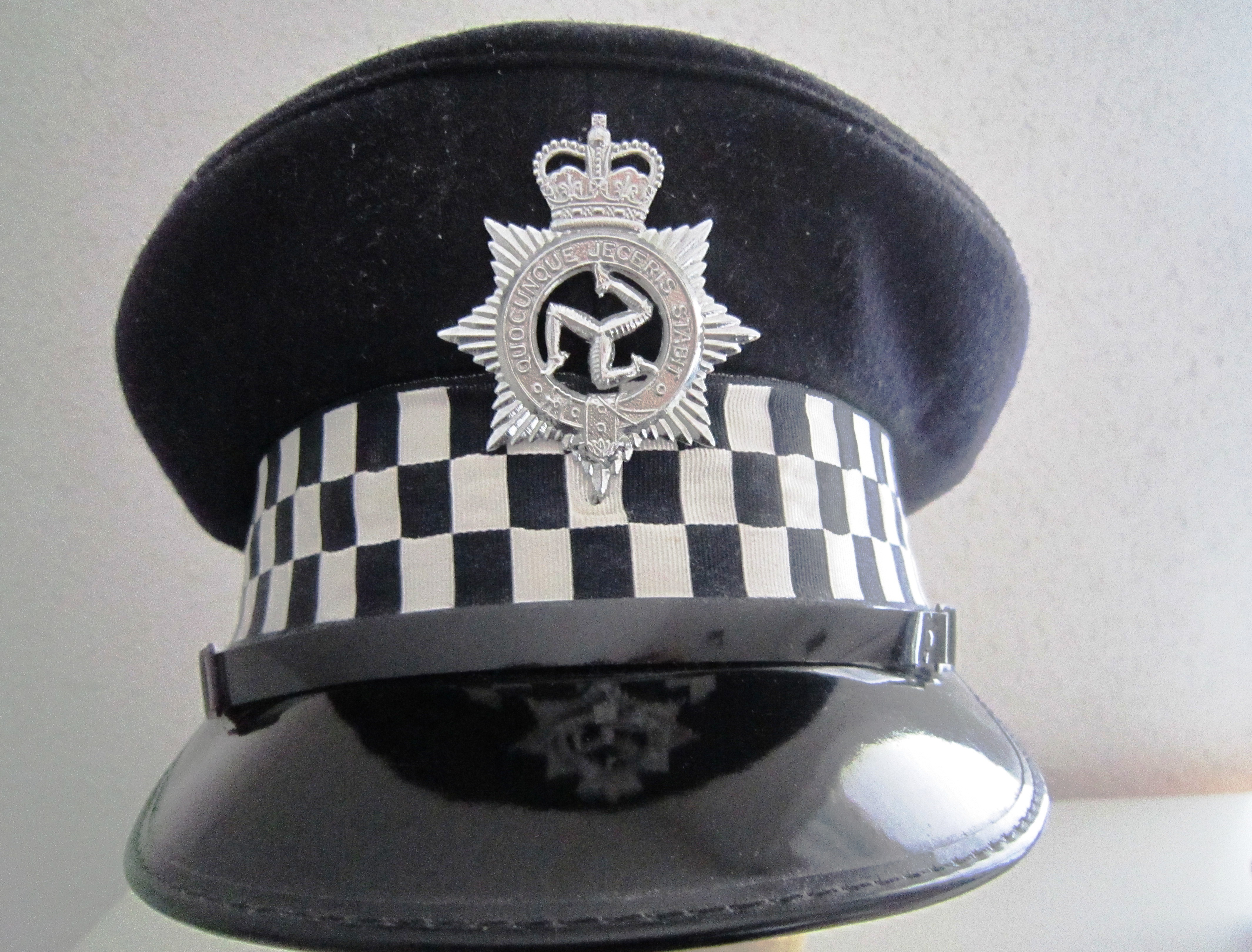
Polismössa från Isle of Man

Kronbesittningarna är termen för den unika unionen mellan Storbritannien och tre associerade önationer. Dessa är Jersey och Guernsey, som tillsammans utgör Kanalöarna i Engelska kanalen samt Isle of man i Irländska sjön.

### Jersey
- States of Jersey Police är Jerseys polismyndighet, med ca 240 poliser.
- Honorary Police (Police Honorifique) är den förtroendevalda polisen som fortfarande finns i varje socken (jfr. fjärdingsman). Det finns Centeniers, Vingteniers och Constable's Officers, alla med olika befogenhet. Centenieren i den socken där ett brott har begåtts är fortfarande den ende som kan väcka åtal.

### Guernsey
- States of Guernsey Police Service är polismyndighet för Guernsey, Alderney och Herm. På Sark handhar den lokala Honorary Police de flesta ärenden.

### Isle of Man
- Isle of Man Constabulary (Meoiryn-Shee Ellan Vannin) är Isle of Mans polismyndighet.

## Storbritanniens utomeuropeiska territoriers polis
I Storbritanniens utomeuropeiska territorier finns egna polismyndigheter.

### Akrotiri och Dhekelia
I Akrotiri och Dhekelia finns en civil polismyndighet:
- Sovereign Base Areas Police, med omkring 250 poliser, under sju brittiska polischefer och i övrigt grekisk- och turkcypriotisk personal, har ansvar för allmän ordning och säkerhet i Akrotiri och Dhekelia. Myndigheten är även kriminalvårdsmyndighet för området. Militära brott som begåtts på militärt område utreds av den brittiska militärpolisen.

### Bermuda

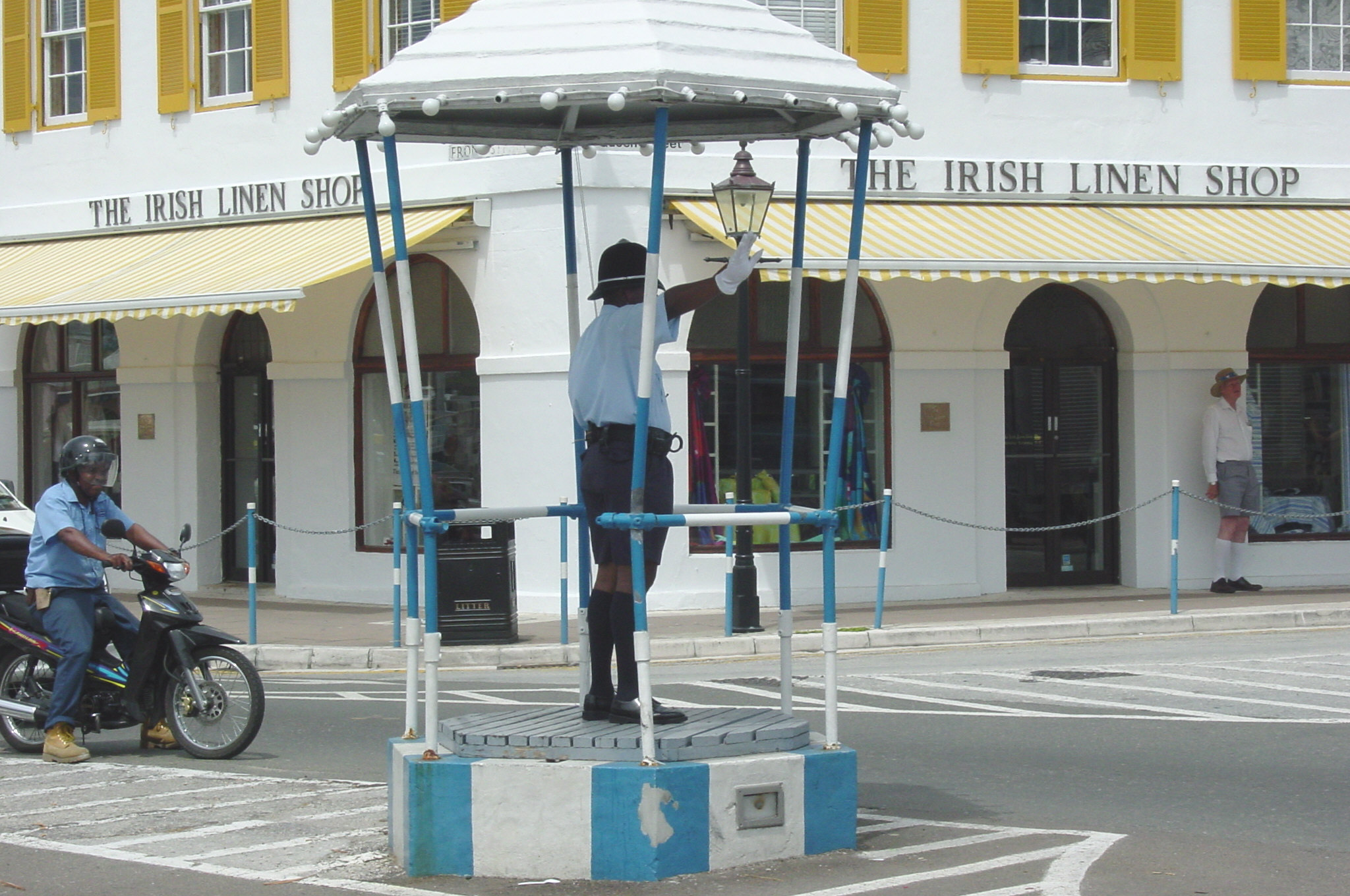
Trafikpolis i Hamilton, Bermuda.

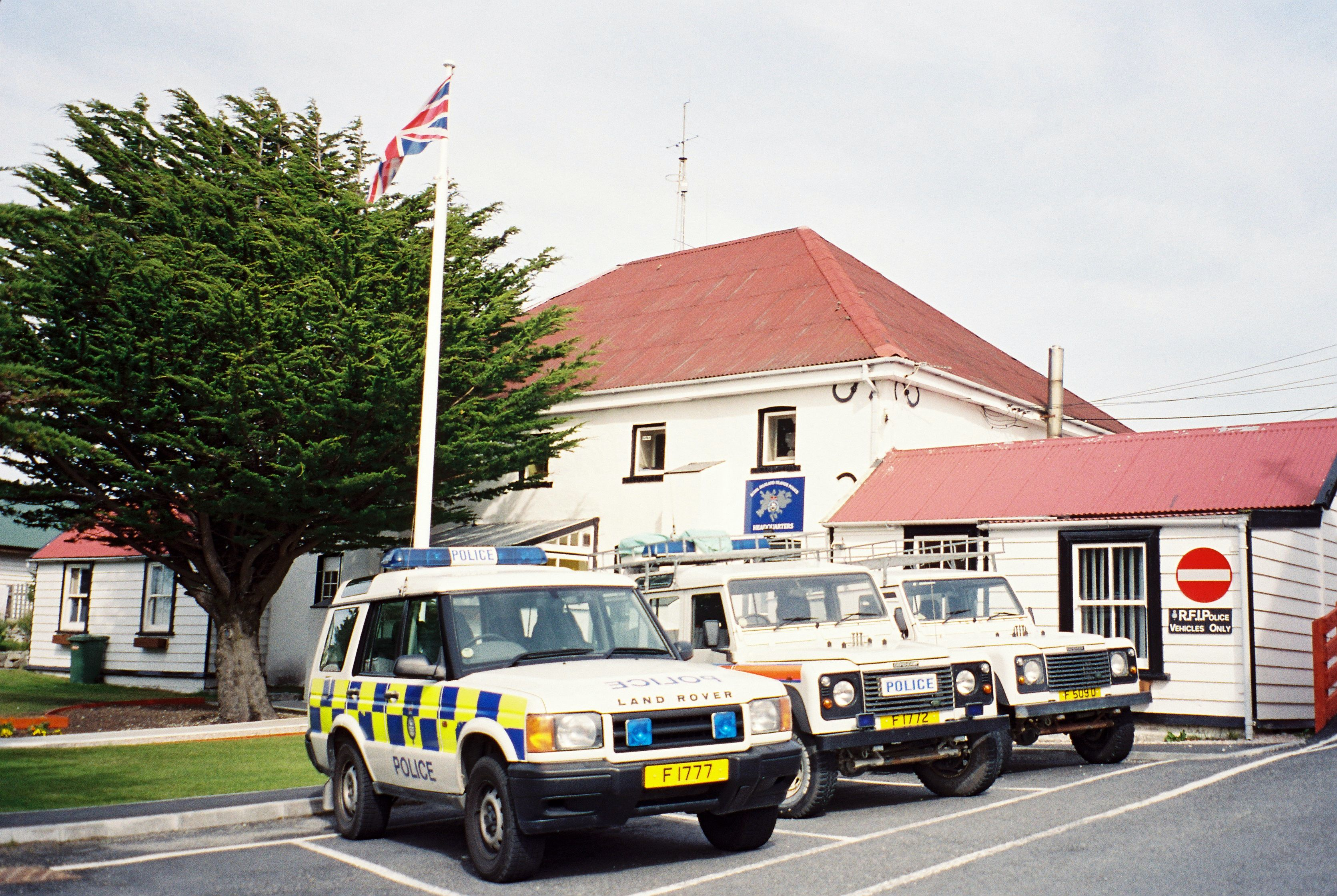
Polisstationen i Stanley, Falklandsöarna.

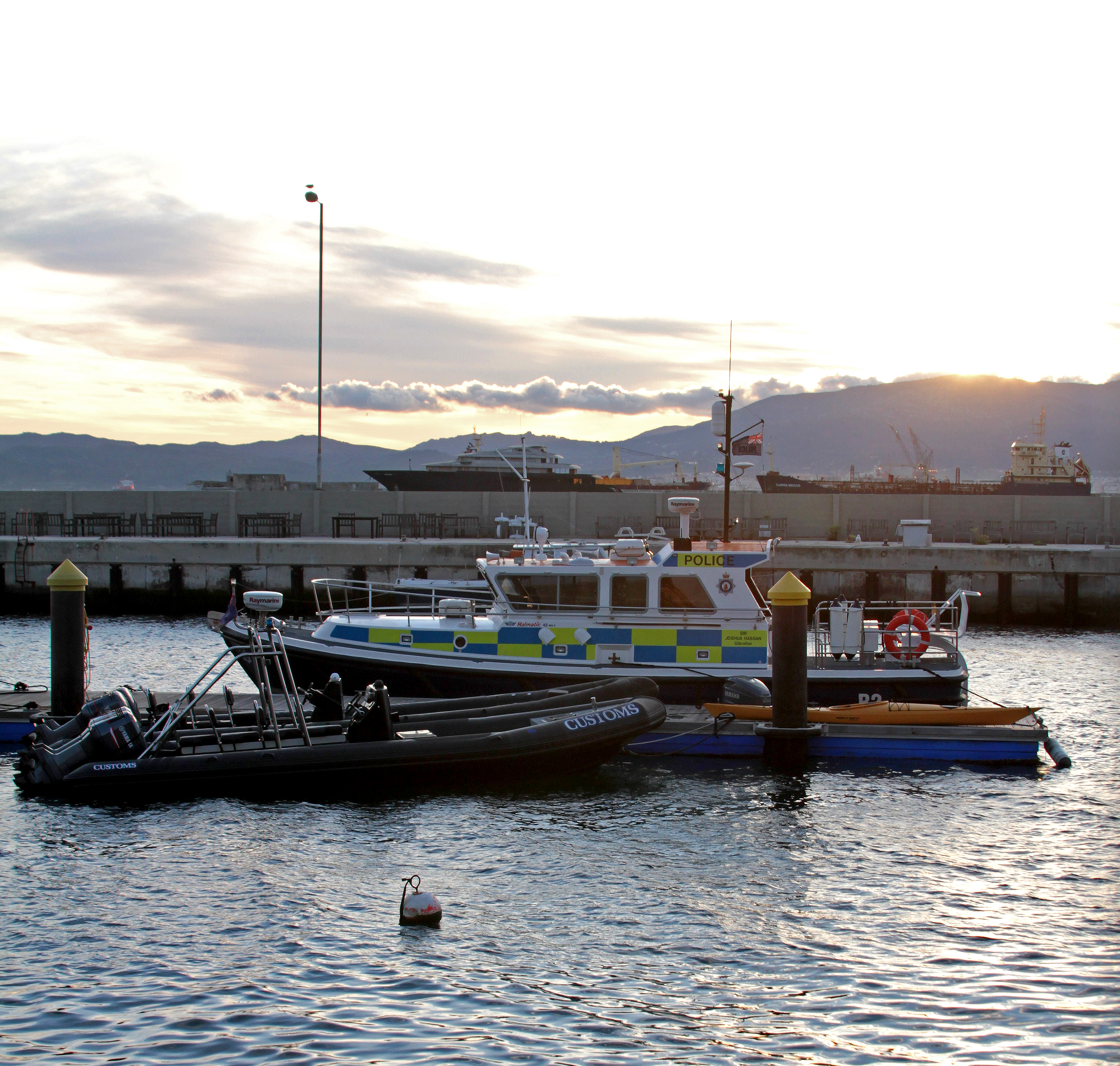
Polisbåt tillhörig polisen i Gibraltar.

- Bermuda Police Service, med cirka 470 poliser, är Bermudas polismyndighet.
- Bermuda Airport Security Police, under kommunikationsministeriet, är objektsskyddspolis för öns internationella flygplats.

### Brittiska Jungfruöarna
Royal Virgin Islands Police Force, som har cirka 170 poliser, är polismyndighet för Brittiska Jungfruöarna.

### Brittiska territoriet i Indiska oceanen
Polisen på Brittiska territoriet i Indiska oceanen, British Indian Ocean Territory Police, består av personal som tillhör den brittiska armén eller den brittiska marinkåren. Polisen är också tullmyndighet för territoriet.

### Caymanöarna
Royal Cayman Islands Police Service, med cirka 370 poliser, är Caymanöarnas polismyndighet.

### Falklandsöarna
Royal Falkland Islands Police, med 18 poliser, är Falklandsöarnas polismyndighet.

### Gibraltar
I Gibraltar finns det två polismyndigheter:
- Royal Gibraltar Police, med omkring 220 poliser, är den vanliga civila polismyndigheten.
- Gibraltar Defence Police, med omkring 130 poliser, är en civil polismyndighet underställd det brittiska försvarsministeriet, som har till uppgift att upprätthålla ordning och säkerhet inom det brittiska försvarets anläggningar i Gibraltar.

### Montserrat
Polismyndighet för Montserrat är Royal Montserrat Police Force.

### Pitcairnöarna
Pitcairnöarnas polis har en polisman. Denne är sedan 2007 en för en ettårsperiod anställd polisman, frivilligt kommenderad från polisen på Nya Zeeland.

### Sankta Helena
Sankta Helena, Ascension och Tristan da Cunhas polismyndighet, Saint Helena Police Service, har 30 poliser. Av dessa är 6 stationerade på Ascension och 1 på Tristan da Cunha. På den sistnämnda ön finns även tre reservpoliser.

### Turks- och Caicosöarna
Royal Turks and Caicos Islands Police Force är polismyndighet för Turks- och Caicosöarna.

## Militärpolisen
Den brittiska militärpolisen ansvarar för att upprätthålla ordning och säkerhet inom den brittiska försvarsmakten, för person- och objektsskydd samt för trafikreglering av militär fordonstrafik. Militärpolisen har, till skillnad från Ministry of Defence Police (se ovan), inga befogenheter över civila. Den är organiserad försvarsgrensvis:
- Royal Navy Police är militärpolis för den brittiska flottan och den brittiska marinkåren.
- Royal Military Police är militärpolis för den brittiska armén.
- Royal Air Force Police är militärpolis för det brittiska flygvapnet.